# Iporã do Oeste
Iporã do Oeste é um município do estado de Santa Catarina, no Brasil. Sua população em 2022 era de 9 335 habitantes, conforme estimativa do IBGE.

## Topônimo
"Iporã" é um termo de origem tupi que significa "rio bonito", através da junção dos termos  'y  (rio) e porang (bonito).

## História
O povoamento da região de Iporã do Oeste teve início em 1926. Um ano antes, a localidade, que ainda se chamava Vila Pinhal, recebeu a Coluna Prestes.
Seus primeiros colonizadores foram descendentes de imigrantes alemães e italianos, atraídos pela abundância de araucárias e pela excelente qualidade da água.
Em 13 de novembro de 1953, Pinhal tornou-se distrito de Mondaí e recebeu o nome de Iporã. Com a emancipação político-administrativa, em 1988, um plebiscito decidiu pela adoção do nome atual.

## Turismo
Os habitantes divertem-se nos clubes sociais e a cultura é valorizada nos grupos de dança folclórica, do grupo de patinação Asas da Liberdade, da Associação Coral Iporã do Oeste, das bandinhas e do CTG Herança Pampeana.

## Economia
A principal atividade econômica do município é a agropecuária, com destaque para a agricultura familiar. Planta-se fumo, soja,  mandioca e frutas cítricas. A criação não é diversificada, apenas cria-se gado de leite, suínos e aves. O setor industrial inclui artefatos de cimento, erva mate, esquadrias, construção civil, farinha de milho e trigo, embutidos, panificação e confeitaria, vestuário, artesanato, móveis, cerâmica; implementos agrícolas e refrigeração.

## Geografia
Iporã do Oeste está localizada a uma altitude de 557 metros acima do nível do mar, na Latitude de 26º98’8”, e na Longitude de 53º53’5” a Oeste de Greenwich. O clima é subtropical, com temperaturas máxima de 28 °C, mínima de –4, C e média de 18 °C. Frequentemente ocorrem geadas no município. O solo é do tipo terra roxa estruturada, Citossolo e Cambissolos. O relevo é constituído de planalto de superfícies planas, onduladas e montanhas fortemente dissecadas, de formação basáltica. A vegetação predominante é de mata nativa, embora bastante prejudicada pela devastação, e composta de grápia, cedro, canafístola, angico, rabo-de-bugio, açoita-cavalo, louro, canela, mamica-de-canela e canjerana. Já o reflorestamento é composto de eucalipto e pinus. Existem, ainda, as áreas agricultáveis. A hidrografia é representada por inúmeros lajeados e riachos, todos desembocando no Rio Uruguai.

## Festas e atrações
FAIC – Feira Agropecuária, Industrial e Comercial.

## Galeria de imagens

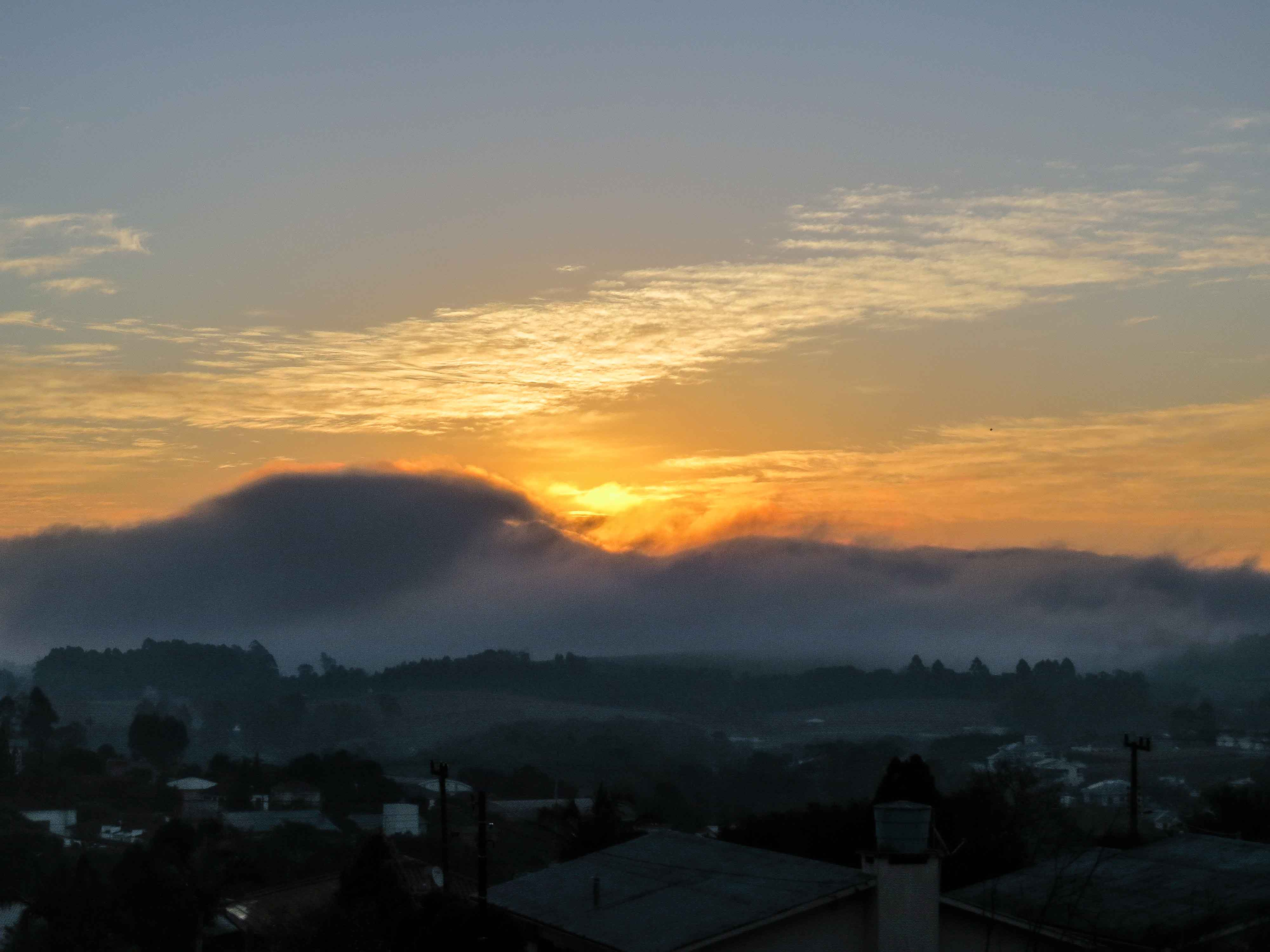
Vista do Monte Alverne
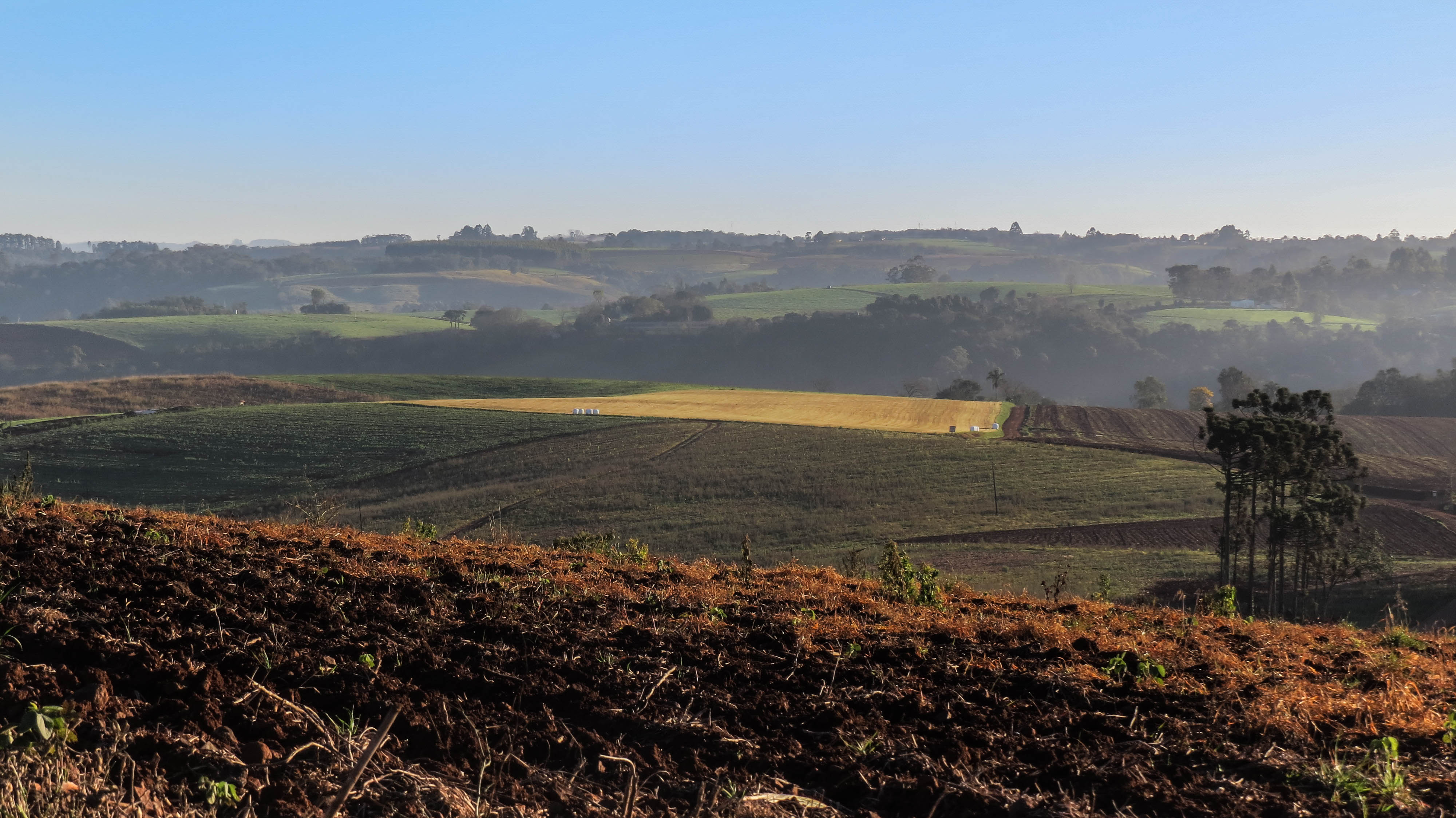
Área rural do município
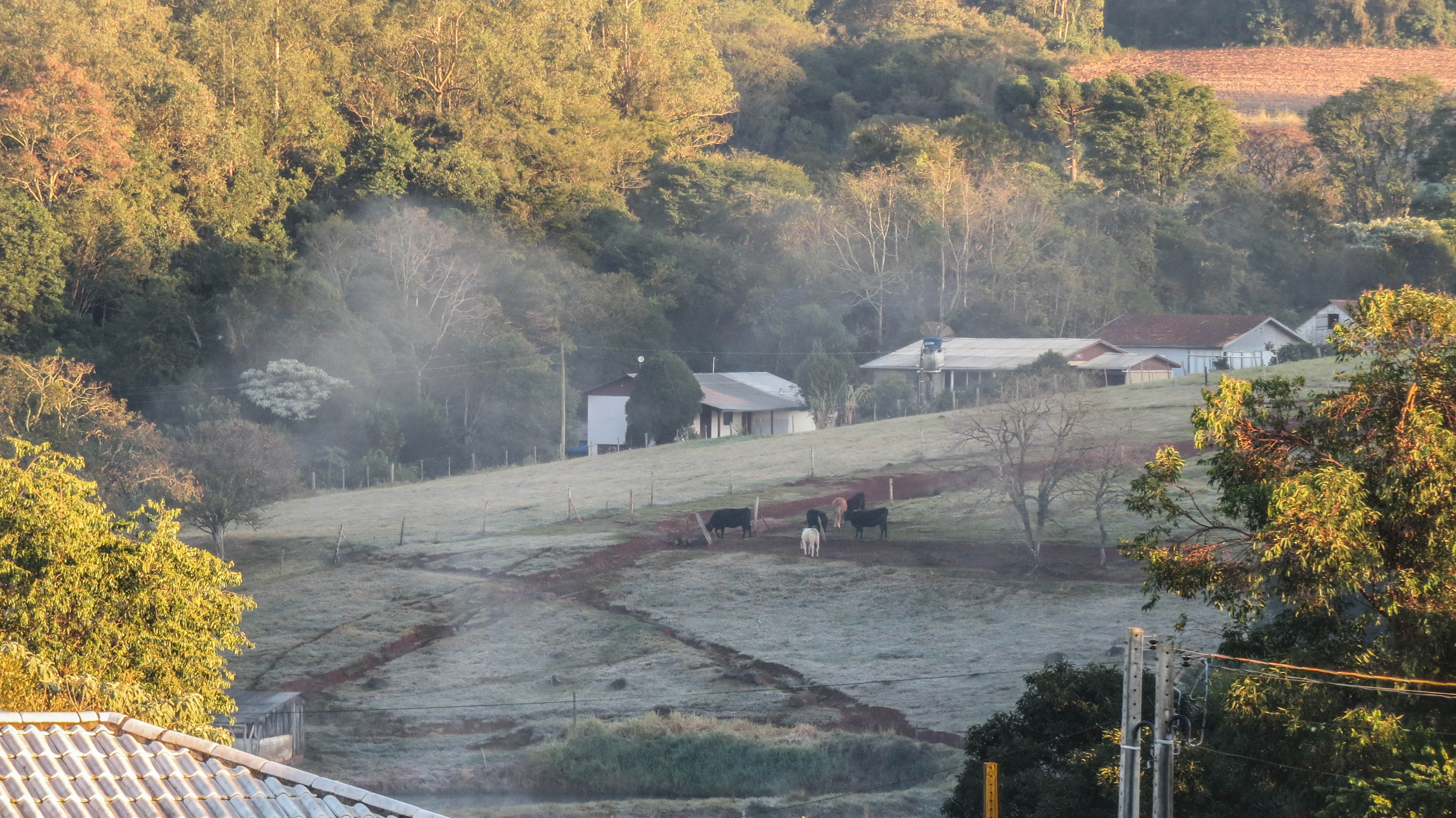
Geada na área rural
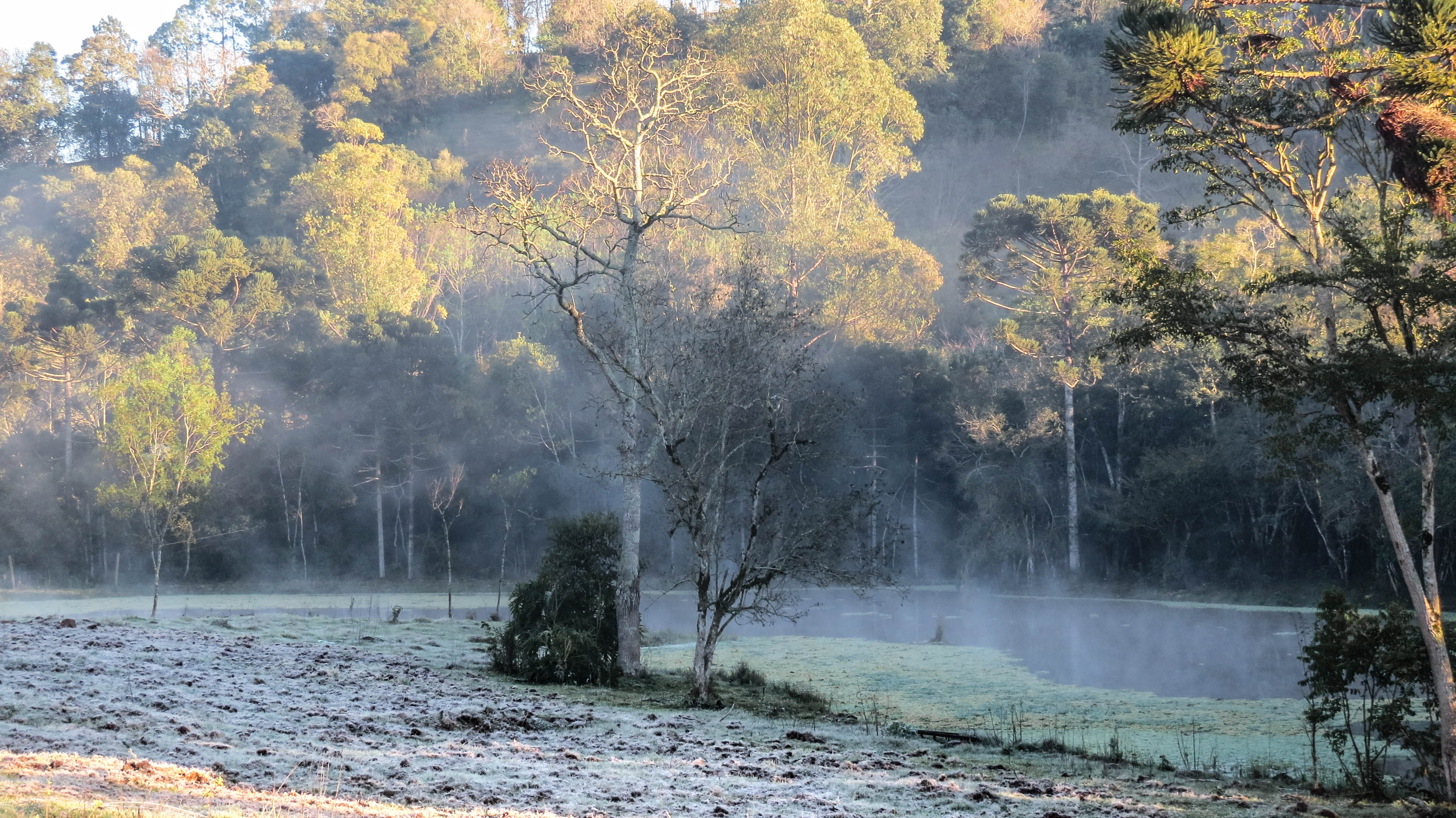
Paisagem invernal
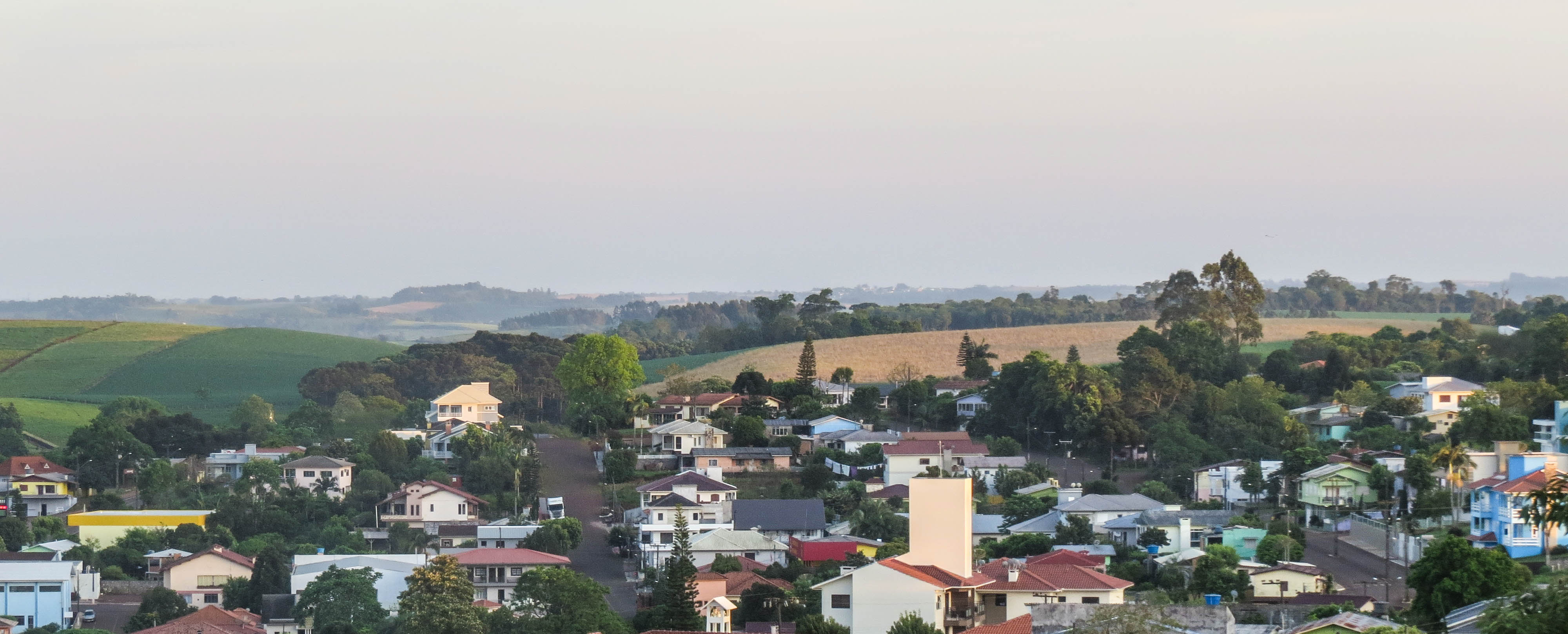
Vista da área urbana